# Philoliche fuscinervis
Philoliche fuscinervis är en tvåvingeart som först beskrevs av Austen 1920.  Philoliche fuscinervis ingår i släktet Philoliche och familjen bromsar.
Artens utbredningsområde är Seychellerna. Inga underarter finns listade i Catalogue of Life.